# Lacs de Houns de Hèche
Les lacs de Houns de Hèche  sont des lacs pyrénéens français situés administrativement dans la commune d'Estaing dans le département des Hautes-Pyrénées en région  Occitanie.
Le lac a une superficie de 2,4 ha pour une altitude de 2 213 m, il atteint une profondeur de 7 m.

## Toponymie
En occitan, houn  signifie la source et hèche est un terme utilisé pour un endroit difficile d’accès entre des passages de rochers raides et représente presque toujours un danger.

## Géographie
Les lacs sont situés dans le Val d'Azun.

### Topographie
| Soum de Liantran (2 462 m) | Lac de Liantran                  |                                   |
| Soum de Linsous (2 562 m)  | lacs de Houns de Hèche           | Bassia                            |
|                            | Peyregnets de Cambalès (2 822 m) | Peyregnets de Costalade (2 740 m) |

## Protection environnementale
Le lac est situé dans le parc national des Pyrénées et fait partie d'une zone naturelle protégée, classée ZNIEFF de type 1 : Hautes vallées des gaves d’Arrens et de Labat de Bun

## Voies d'accès
Situé dans la vallée du gave d'Estaing, les lacs de Houns de Hèche sont à plus de quatre heures de marche (1 050 mètres de dénivelé positif) du Lac d'Estaing.
Le sentier continue jusqu'au Pourtet de Hèche (2 476 m) qui permet l'accès à la vallée d'Arrens par les lacs de Rémoulis, à la vallée du Marcadau par le col de Cambalès et à la vallée de Tena en Espagne par le port de la Peyre Saint-Martin.

## Image

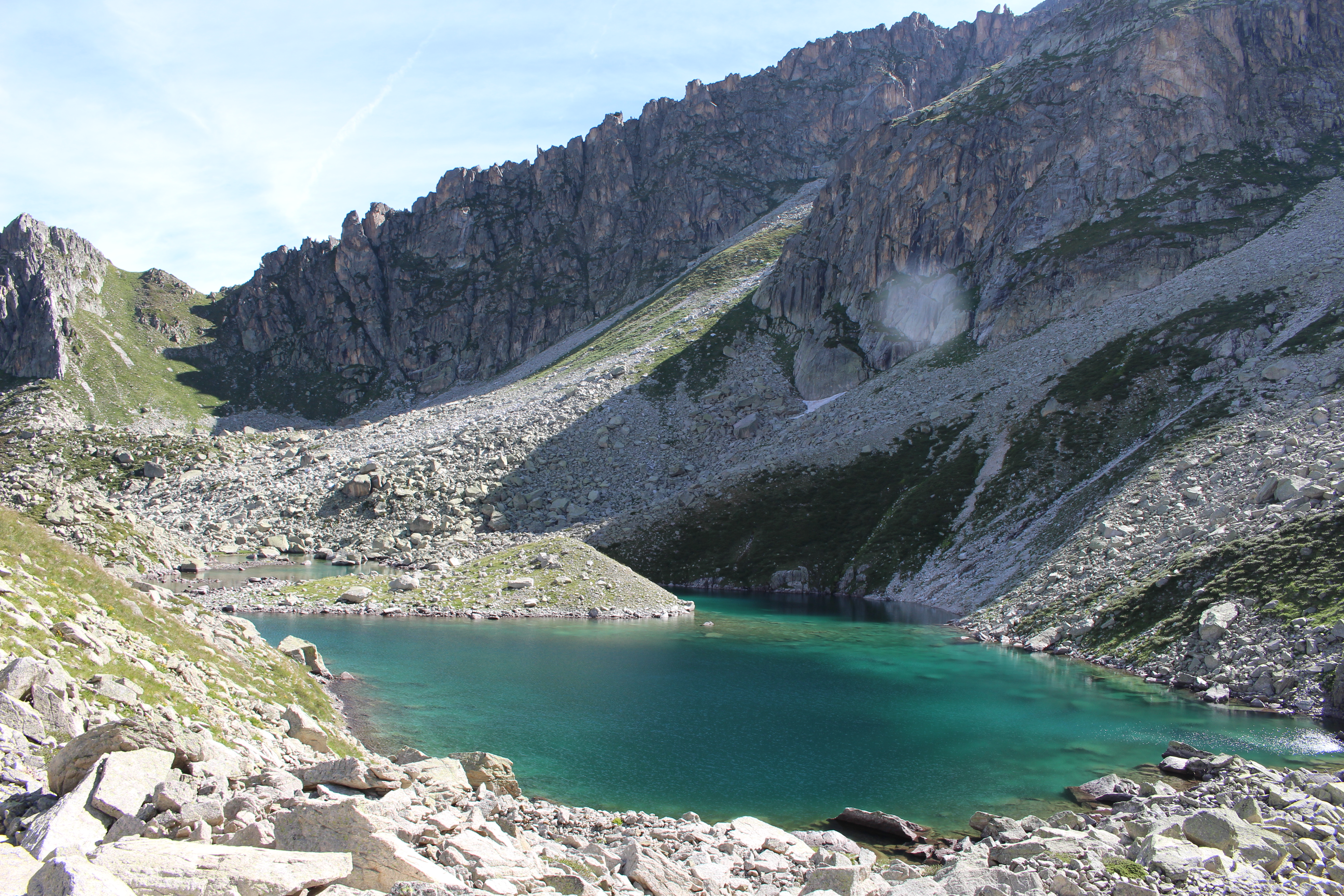
Vue du lac.